# Quen sáng
Quen sáng trong thiên văn học là quá trình tăng tác dụng quan sát ửng sáng, khi mắt người chuyển từ quan sát ban ngày sang quan sát ửng sáng, tiếng Anh Astronomical twilight.

## Bản chất
Vùng rìa ở võng mạc của mắt người có khoảng 100 triệu đầu dây thần kinh hình gậy. Ngược lại với các đầu dây thần kinh hình nón, các đầu dây thần kinh hình gậy rất nhạy với ánh sáng, nhưng không nhạy với màu sắc. Hoạt động của các đầu dây thần kinh hình nón bị kích thích bởi quan sát ban ngày, các đầu dây thần kinh hình gậy do quan sát ửng sáng tác động. Bình thường mắt người nhìn bằng quan sát ban ngày lẫn quan sát ửng sáng, nhưng khi ánh sáng rất yếu, chỉ có quan sát ửng sáng hoạt động.
Khi mắt người chuyển từ quan sát nguồn ánh sáng rõ sang quan sát nguồn ánh sáng yếu, các đầu dây thần kinh hình gậy chưa đạt được ngay lập tức độ nhạy cực điểm, quá trình chuyển đổi quan sát này diễn ra chậm. Để quen sáng thiên văn học hoàn toàn, mắt người cần tối thiểu 30 phút. Sau quá trình quen sáng, mắt người rất nhạy với ánh sáng. Nguồn sáng yếu nhất có thể gây nên phản ứng nhận sáng của võng mạc ứng với giới hạng quan sát 3.10−14 lm. Trong quan sát ửng sáng thiên văn học, các nguồn sáng yếu ở các bước sóng khác nhau gây cho mắt cảm giác nhìn thấy các màu lam hay xám. Đây là nguyên nhân làm cho người quan sát bầu trời đêm có cảm giác nhìn thấy các sao lấp lánh ở hai màu này. Đó là các màu biểu kiến của sao không có liên hệ gì đến phân loại màu của chúng.

## Ửng sáng
Ửng sáng là giao thời giữa ngày và đêm (hay ngược lại), khi Mặt Trời nằm dưới chân trời hơn 6°. Khi đó ánh sáng của Mặt Trời được các tầng khí quyển cao của Trái Đất phản chiếu lên các tầng khí quyển thấp hơn đã khuất ánh Mặt Trời. Theo đó, khái niệm tảng sáng đi cùng với ửng sáng buổi sáng, khi Mặt Trời mọc và hoàng hôn đi cùng với ửng sáng buổi chiều, khi Mặt Trời lặn. Thời gian ửng sáng phụ thuộc vào vĩ độ của người quan sát và độ xích vĩ của Mặt Trời, các trường hợp đặc biệt của nó là đêm địa cựa, ngày địa cực, đêm trắng.
|  |  |

## Quan sát bầu trời đêm bằng mắt thường
Công cụ quan sát bầu trời đêm đơn giản nhất, lâu đời nhất và thông dụng nhất là mắt người. Ngoài việc chọn các điều kiện quan sát thuận lợi như tránh những lúc có trăng, có mây, lúc hoàng hôn, tảng sáng, tránh những nơi có nhiều đèn đường, người quan sát cần có đủ thời gian để quen sáng hoàn toàn với bầu trời đêm. Để xem các bảng đồ sao (các chòm sao) hay ghi chép các quan sát, người quan sát nên dùng đèn pin có kính lọc màu đỏ. Tránh xem tài liệu bằng đèn ánh sáng trắng vì sau mỗi lần xem như thế, mắt người phải mất một khoảng thời gian lâu hơn để đạt lại khả năng quan sát ửng sáng cực điểm.